# Silbengelenk
Ein Silbengelenk (auch ambisyllabischer oder ambisilbischer Konsonant) ist ein Konsonant, der phonologisch zu zwei aufeinanderfolgenden Silben gehört. Schriftlich werden Silbengelenke meist durch Verdopplung der entsprechenden Konsonantgrapheme dargestellt, wie z. B. in Schlitten, Kasse oder Roggen, da im deutschen Schriftsystem ein Buchstabe immer nur einer Silbe angehören kann, niemals zweien. Grund für die Buchstabenverdopplung ist hier also die Darstellung eines Silbengelenks, nicht – wie fälschlicherweise oft behauptet – die Markierung des vorangehenden Vokalgraphems als kurzen Vokal. Sonderfälle bei der Schreibung sind die Phoneme [ŋ], [t͡s] und [k], deren entsprechende Grapheme bei Silbengelenken nicht verdoppelt, sondern als ⟨ng⟩, ⟨tz⟩ bzw. ⟨ck⟩ dargestellt werden. Ebenfalls nicht verdoppelt werden Mehrgraphe, wie ⟨sch⟩ und ⟨ch⟩.
In die Germanistik eingeführt wurde der Begriff Silbengelenk von Peter Eisenberg, das Konzept geht jedoch bereits auf Theo Vennemann zurück.

## Deutsche Silbifizierung und Silbengelenk
Zur Erklärung des Silbengelenks spielen zwei Regeln der deutschen Silbifizierung, d. h. der Einteilung von Wörtern in Silben, eine Rolle:
1. Eine Silbe mit scharfem Silbenschnitt, d. h. mit kurzem, betontem Vokal endet immer auf einem Konsonanten.
2. Ein einfacher Konsonant zwischen zwei Vokalen wird immer zur Silbe des zweiten gezählt.

In einem Wort wie [ˈalə] ⟨alle⟩ muss also der Konsonant [l] gemäß der ersten Regel zur vorangehenden Silbe gezählt werden, weil diese scharf geschnitten ist: [ˈal.ə]. Gemäß der zweiten Regel muss er hingegen zur folgenden Silbe gezählt werden, weil es sich um einen einzelnen Konsonanten zwischen zwei Vokalen handelt: [ˈa.lə]. Damit gehört er beiden Silben gleichermaßen an, wofür Eisenberg die Bezeichnung Silbengelenk prägte. Die Silbengrenze liegt bei der Verschriftlichung zwischen den Konsonantgraphemen. Gekennzeichnet werden Silbengelenke im IPA mit einem Punkt unterhalb des Konsonantenzeichens: [ˈaḷə]. Weitere Beispiele sind Wörter wie [ˈʃlɪṭən] ⟨Schlitten⟩, [ˈvaṣər] ⟨Wasser⟩ und [ˈkaʦ̣ə] ⟨Katze⟩.

## Bedeutung des Silbengelenks
Dem Silbengelenk entspricht in der Rechtschreibung ein verdoppelter Konsonantenbuchstabe. Das Wort [ˈaḷə] wird alle geschrieben. Die Regeln zur Worttrennung schreiben vor, dass ein solcher verdoppelter Konsonantenbuchstabe in der Mitte getrennt wird: al-le. Auf diese Weise gehört das [l] in [ˈalə] auch gemäß der Rechtschreibung sowohl zur vorangehenden als auch zur folgenden Silbe. Wichtig ist allerdings, dass dieses [l] trotz seiner Doppelschreibung nur einen einfachen Laut darstellt.
Die Silbengelenktheorie untermauert also sowohl die Verdoppelung der Konsonanten als auch die Trennregeln in der deutschen Rechtschreibung, indem sie diese mit der Silbifizierung erklärt. Es handelt sich allerdings nicht um eine historische bzw. diachrone Erklärung, denn der geschichtliche Ursprung der Konsonantenverdoppelungen liegt in einer früheren langen Aussprache (Gemination).

## Kritik
Der Linguist Utz Maas kritisiert das Konzept der Silbengelenke im Deutschen, da Silben hier verschmelzen können. Ihre eigentliche Grenze sei dabei nicht feststellbar, da es in der deutschen Standardsprache keine quantitativen Unterschiede bei Konsonanten gibt. Diese Verschmelzung auf ein Silbengelenk zu projizieren, bei dem der die Silbengrenze bildende Konsonant gleichermaßen zu beiden Silben gehört, lehnt Maas ab, da dies zu phonologischen Fehldarstellungen führe. So würde die Silbengrenze hierdurch in den Konsonanten hineinverlagert, was eine Doppelung desselben suggeriere und zu Überlautung führen könne. So würde beispielsweise [ˈʁaṭʰə] Ratte zu [ˈʁatʰ.tʰə]. Maas bevorzugt daher die Theorie des Silbenschnitts nach Eduard Sievers.

## Silbengelenktheorie in anderen Sprachen
Die Silbengelenktheorie wird hauptsächlich in der deutschen Sprachwissenschaft verwendet. Die erste Regel der Silbifizierung, wonach eine scharf geschnittene Silbe mit einem Konsonanten enden muss, gilt zwar auch in anderen germanischen Sprachen, etwa im Englischen, aber in der englischen Sprachwissenschaft wird die zweite Regel nicht verwendet, wonach ein einfacher Konsonant zur folgenden Silbe gehören müsse. Daher wird in Teilen der englischen Sprachwissenschaft das [l] in einem Wort wie alley nur zur vorangehenden Silbe gezählt: [ˈæl.i]. Ambisilbizität wird von anderen Autoren auch für die englische Sprache angenommen, etwa von Heinz Giegerich.